# Белоглазая парула
Белоглазая парула (лат. Setophaga americana) — вид певчих птиц семейства древесницевых.

## Описание
Длина тела составляет примерно 11 см, масса от 5 до 11 г. Оперение верхней части тела серое, часто с зеленоватыми пятнами. Нижняя часть тела белого цвета, грудь бледно-жёлтая.

## Распространение
Области гнездования находятся на востоке Северной Америки, от юга Канады до Флориды. Зимой вид мигрирует на юг Флориды, в Центральную Америку и на Карибские острова. Залётный вид в Западной Европе.

## Питание
Питается преимущественно насекомыми и паукообразными. 